# Lotti Tschanz
Lotti Tschanz, född 10 juli 1933, är en schweizisk bågskytt. Hon deltog vid olympiska sommarspelen 1980.